# Romantismus

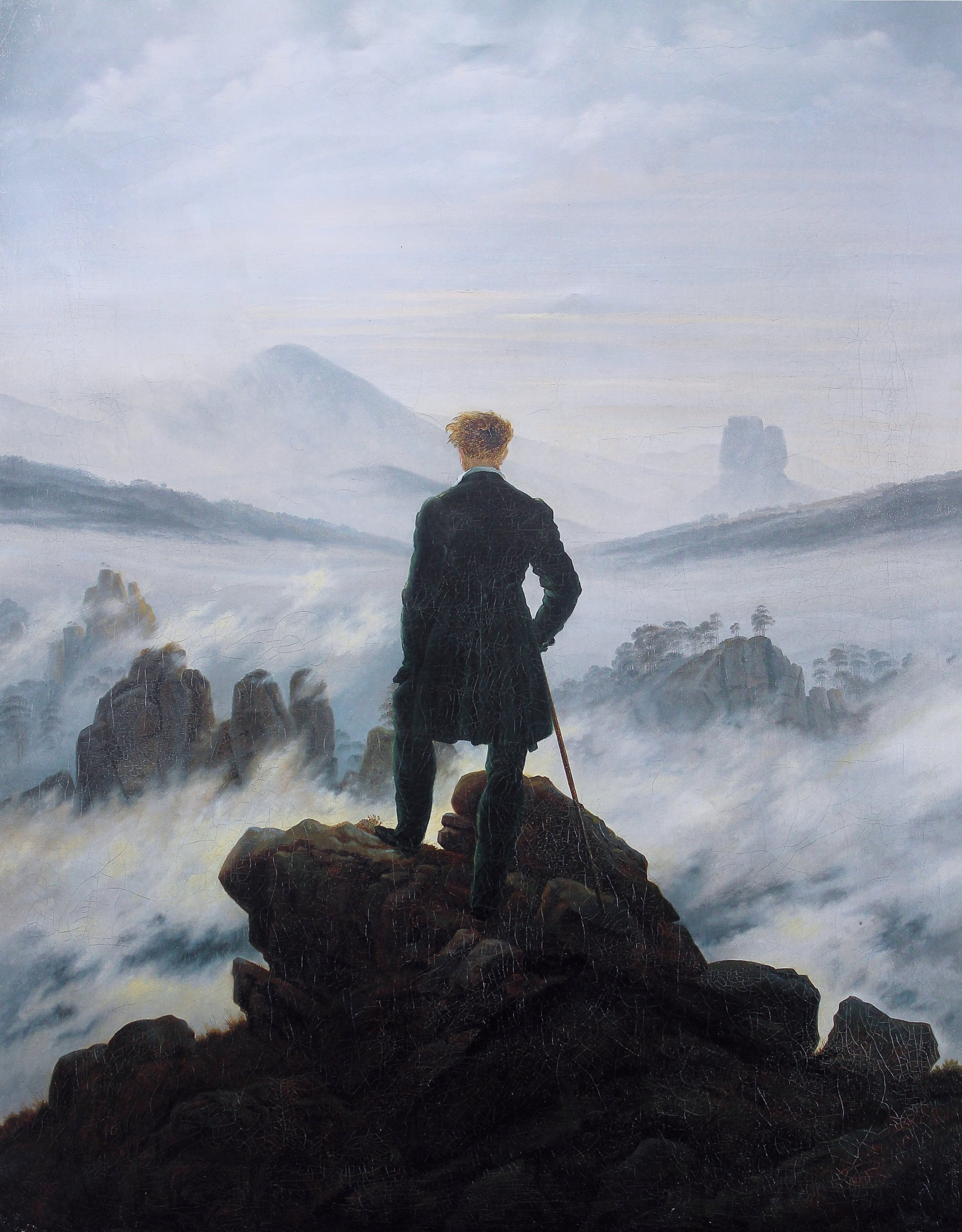
Romantický obraz německého malíře Caspara Davida Friedricha Poutník nad mořem mlhy

Romantismus je umělecký a filozofický směr a životní postoj euroamerické kultury konce 18. století a začátku 19. století. Vznikl přibližně na přelomu 18. a 19. století a hlavní rozvoj zažíval od první třetiny do poloviny 19. století. Základními kameny romantismu jsou cit, individualita (a individuální prožitek) a duše (zejména trýzněná duše). Romantismus vznikl jako reakce na monopol rozumu ve filozofii osvícenství, strohost antikou inspirovaného klasicismu. Výchozí podněty hledal v minulosti (hlavně ve středověku) a v exotických zemích.
Proti osvícenskému rozumu staví romantismus často iracionální cit, proti touze znát a poznat touhu prožít a zakusit, proti známému a jasnému mystérium a tajemství, proti racionalitě fantazii. Osvícenský optimismus pokroku vystřídalo zoufalství bezmoci a odhodlání k (rovněž marné) oběti. Tyto charakteristiky jsou typické zvláště pro romantické umění (výtvarné umění, hudba), ale i životní postoje.
Termín romantismus byl odvozen od slova román, tedy od označení literárního žánru, který v 18. století začal hojně obsahovat i psychologické (sentimentální román) či mystické (gotický román) prvky.
„Kdo praví romantismus, praví umění moderní, to jest intimita, duchovost, barva, touha po nekonečnu, vyjádřená všemi prostředky, jimiž umění vládne.“ (Charles Baudelaire)

## Hnutí předjímající romantismus

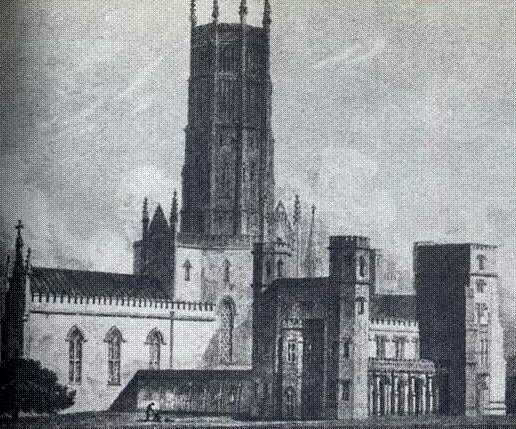
Fonthillské opatství v Anglii

Rozvoji romantismu napomohl mj. anglický gotický román, který v druhé polovině 18. století v Anglii rozpoutal vášeň pro tajemno a středověk, a německé preromantické literární hnutí Sturm und Drang (Bouře a vzdor), které ovlivnilo několik generací na přelomu 18. a 19. století. Zatímco gotický román byl módní dobový žánr, kterému literární kritika zpravidla upírá umělecké kvality, díla hnutí Sturm und Drang, jehož čelnými představiteli byli Johann Wolfgang Goethe a Friedrich Schiller, jsou čtenáři i kritikou ceněna pro svou vysokou uměleckou hodnotu.[zdroj?]
Gotický román působil na představivost a snažil se vyvolat bázeň nebo alespoň tajemné napětí (typické jsou motivy duchů, rytířů, prokletí a polozpustlých hradů), častá však byla i milostná zápletka akcentující city. Rovněž hnutí Sturm und Drang zpracovávalo city. Řada mladých lidí z konce 18. století se například ztotožnila s titulním hrdinou Goethova románu Utrpení mladého Werthera a začala se podle jeho příkladu odívat (tzv. Werthertracht, wertherovská móda), někteří chlapci a dívky dokonce spáchali sebevraždu (tzv. Wertherův efekt, sebevražda pod vlivem vzoru). Podmanivost Wertherovy postavy spočívala v tom, že Goethe v ní emancipoval citové složky člověka.[zdroj?]

## Historické pozadí

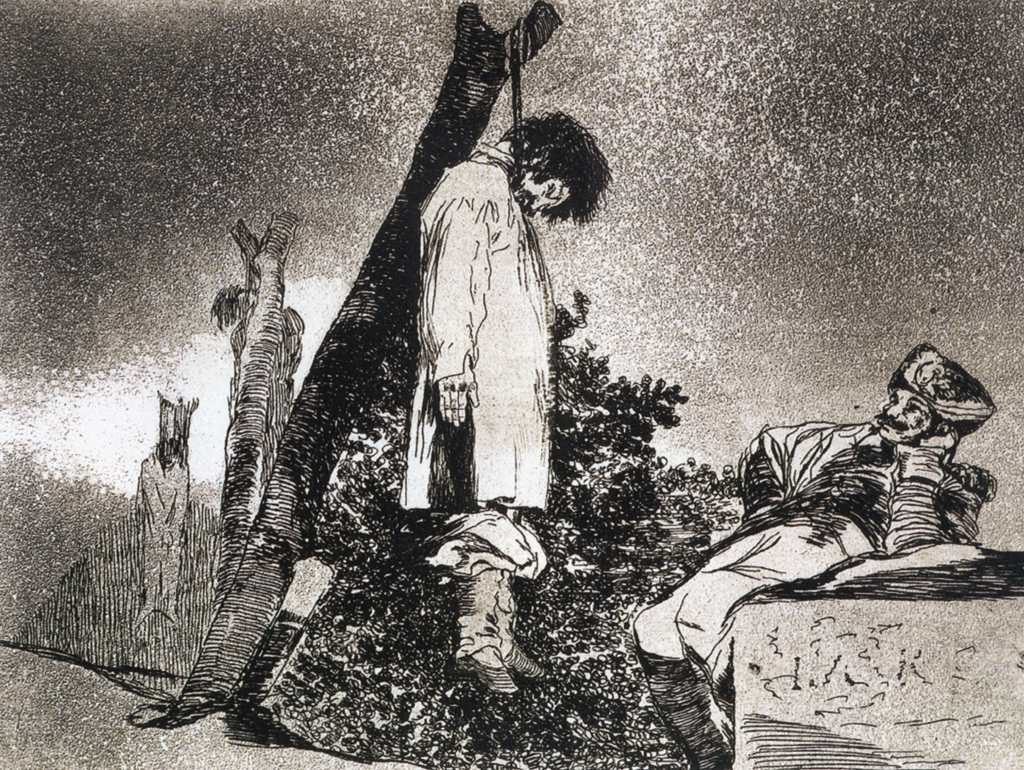
Goyův čárový lept s akvatintou z cyklu Hrůzy války

Romantické ideje se masově rozšířily v období napoleonských válek. Před obdobím relativního klidu 18. století, kdy se velký počet sporů podařilo urovnat diplomatickou cestou (poslední celoevropský konflikt byla třicetiletá válka, jež skončila roku 1648; v 18. století nicméně proběhly méně významné válečné konflikty, jako byla válka o španělské dědictví či sedmiletá válka), byla většina kontinentu zasažena nejprve tzv. revolučními válkami (války s Francouzskou republikou) a poté válkami napoleonskými. Válečné hrůzy, dobrodružství i potřeba silných individualit (zejména vojevůdců, jako byl Napoleon Bonaparte, Horatio Nelson, Michail Kutuzov a další) rozněcovaly fantazii umělců (spisovatelů, malířů i hudebníků, zpočátku např. Ludwiga van Beethovena) i lidu. Napoleonské války zároveň podněcovaly vlastenectví.[zdroj?]
Na rozvoj romantismu měla vliv vzdělanost měšťanů, která se zvýšila díky osvícenským reformám. Větší kupní síla středních vrstev, způsobená počátkem liberalizace výroby a podnikání, vedla ke zlepšení životních podmínek. V posledních desetiletích 18. století se měšťané začali intenzivněji podílet na kulturním životě, protože mohli investovat do vzdělání a uměleckého vyžití. Aristokracie reagovala na emancipaci měšťanstva tím, že se uzavřela vůči novým společenským vlivům. (V 19. století již nenalezneme téměř žádného šlechtického spisovatele či filosofa, kdežto do 18. století šlo o domény aristokracie; v 18. století začala buržoazie šlechtě konkurovat).[zdroj?]

## Životní styl romantismu

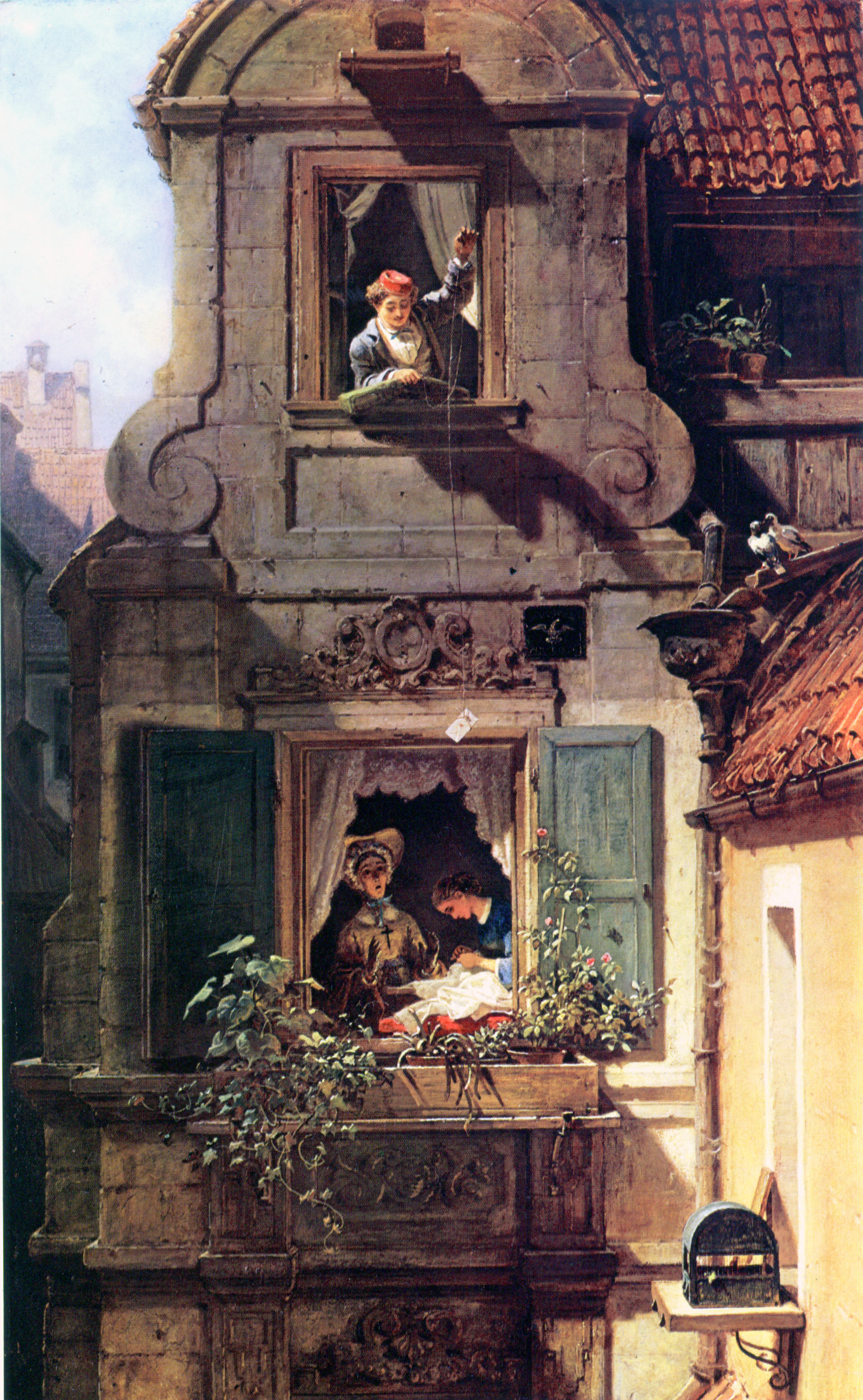
Biedermeierová pohoda na obraze Carla Spitzwega

První polovina a část druhé poloviny 19. století v Evropě byly pod silným vlivem romantismu. Paralelně s ním se v první čtvrtině objevil císařský styl empír a od druhé čtvrtiny měšťanský styl biedermeier (zejména v německy mluvících oblastech, tedy i v českých zemích), který byl skromnějším, měšťanským zástupcem empíru.[zdroj?]
Krom zvýšené poptávky po knihách (a tím i jejich zvýšené produkci – co do spisovatelů i knihtiskařů) se zvýšila i poptávka po spotřebním zboží, nábytku atd., což znamenalo nebývalý rozmach uměleckých řemesel (výroba skla, porcelánu a keramiky, nábytkářství atd.). Naopak zvýšená poptávka zpětně stimulovala vzrůstající produkci a rozvoji technologií, což ovlivňovalo průběh průmyslové revoluce.[zdroj?]
Měšťanská kultura se stala samostatným pojmem. V českých zemích je spojena především s tzv. národním obrozením, v Rakousku s biedermeierem. Hudba se od romantismu stala nedílnou součástí měšťanského života (zálibu v hudbě lze nalézt už v 18. století, ale v 19. století se např. vlastnictví klavíru, či jiného hudebního nástroje a dovednost hrát na něj se staly otázkou prestiže a společenského statusu a pro bohaté měšťanské dívky součástí povinné výchovy).[zdroj?]

## Revoluční romantismus
Romantici žijí podle svých idejí a dávají společnosti na vědomí svůj nesouhlas s jejím uspořádáním, například tím, že se toulají, chovají se nezvykle apod.[zdroj?]

## Romantismus v umění

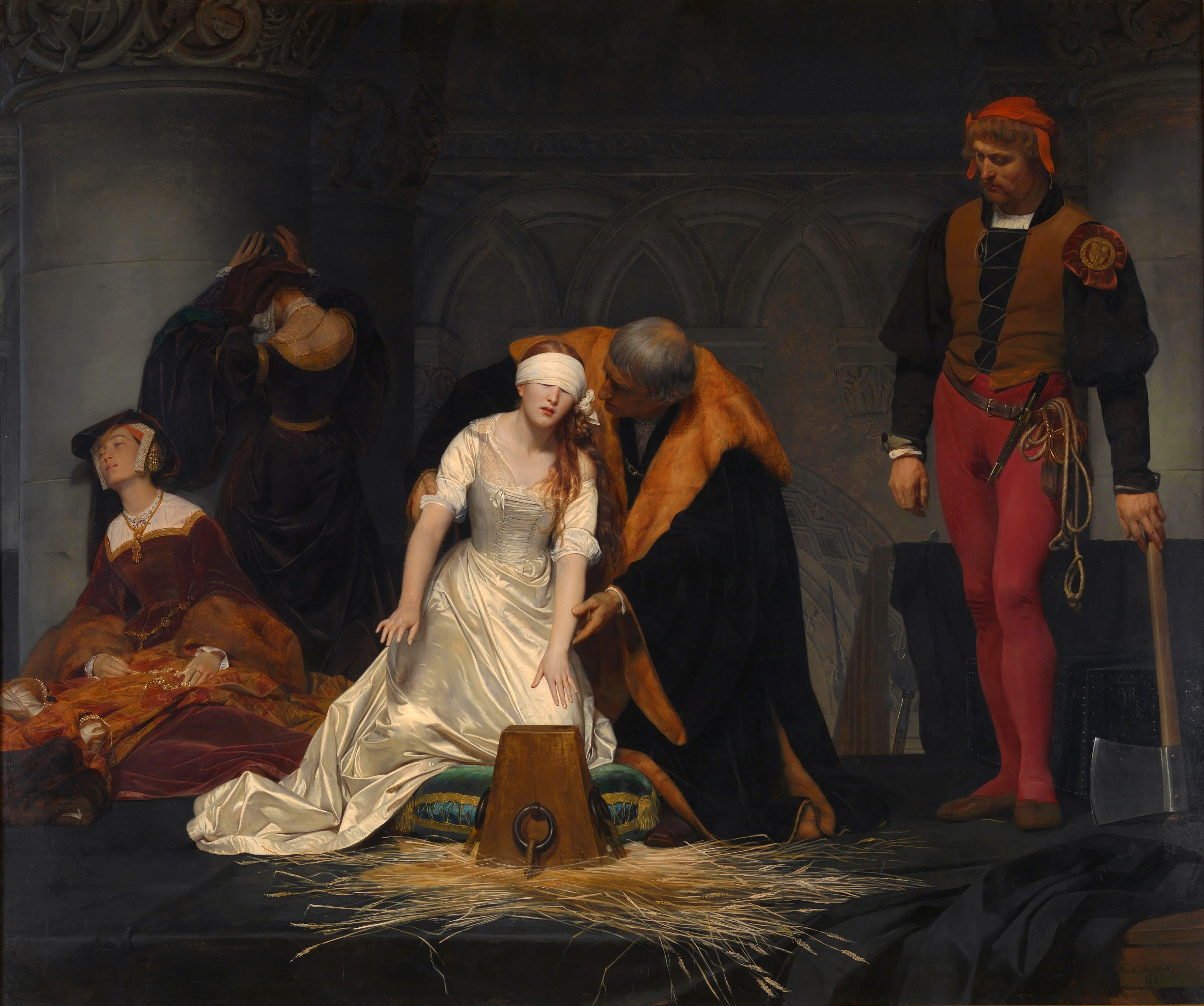
Poprava lady Jany Greyové od francouzského malíře Paula Delaroche

Romantismus našel uplatnění ve všech uměleckých disciplínách. Umělci se ve svých dílech snažili vyjádřit duchovní náplň tohoto směru prostředky, které měli k dispozici. Literatura zachycuje melancholii, stesk (oblíbený termín spleen – trudnomyslnost, smutek) a boj jednotlivce proti společnosti. Malíři zobrazovali ponuré krajiny, ruiny, bouří stižené lesy. V tomto duchu tvořil zejména významný německý malíř Caspar Friedrich. Dalším krajinářem byl Angličan William Turner. Osamocení hrdinové (na obrazech i v literatuře) trávili dlouhé hodiny v panenské přírodě, či byli zmítáni delirii a vášněmi. Hudba využívá lidových motivů i snových obrazů. Oblíbené motivy byly osamocení, noc, nebezpečí, tajemství, stesk či cesty. V Berliozově Fantastické symfonii, Máchově Máji či na obrazu popravy lady Jany Greyové Paula Delaroche nalezneme obraz popravy zachycený výtvarnými, hudebními či literárními prostředky.[zdroj?]

### Romantismus v literatuře
Romantismus je široké umělecké hnutí především první poloviny 19. století, které vzniklo jako umělecký protiklad klasicismu a jako reakce na hluboký rozpor mezi realitou a humanistickými ideály, které proklamovala Velká francouzská revoluce. Své jméno dostalo od románu, tehdy moderního slovesného útvaru, v němž obraznost a citovost převládala nad rozumovostí.[zdroj?]
Romantismus vznikl koncem 18. století a jako výraz nových sociálně ekonomických skutečností v Evropě odrážel prohlubování protikladů mezi individuem a společností, ideálem a skutečností, uměním a životem. Za kolébku literárního romantismu je považována Anglie (tzv. jezerní básníci), ale jeho počátky lze vystopovat již v polovině 18. století, kdy nastupující sociální třída měšťanstva začala vyjadřovat svůj protest proti chladnému rozumářství klasicismu (jako uměleckému směru aristokracie) a proti stavovskému feudálnímu zřízení, které jí neposkytovalo možnost plného uplatnění a všestranného svobodného rozvoje. V literatuře se toto období často označuje jako preromantismus nebo sentimentalismus (pro jeho orientaci na posílení emocionální působivosti uměleckých děl).[zdroj?]
Romantická literární díla vznikala i v druhé polovině 19. století, kdy se stal vůdčím literárním proudem kritický realismus. Často se v této souvislosti hovoří o pozdním romantismu nebo o novoromantismu. Používání termínu novoromantismus není však ustálené, neboť se také používá pro označení literárního proudu na přelomu 19. a 20. století, jehož představitelé většinou epigonsky a vyumělkovaně napodobovali složitý a archaistický sloh pozdního romantismu a obnovili tím v literatuře romantickou tajemnost, zešeřelost a světobol, konzervativní kult minulosti a katolictví, ale také mystiku a morbidnost.[zdroj?]

### Romantismus v hudbě
Romantická hudba je označení hudebního stylu, který vznikl na přelomu 18. a 19. století z hudebního klasicismu v duchu impulsů uměleckého romantismu a v evropské hudbě dominoval až do prvních desetiletí století dvacátého. Romantická hudba je charakteristická zdůrazněnou emocionalitou, rozšířením a postupně i překročením tradiční harmonie, silnějším přijímáním impulsů z evropské lidové hudby a častým spojováním hudby s mimohudebními, obvykle literárními myšlenkami (programní hudba). Orchestr byl během 19. století neustále rozšiřován, aby umožnil jak vyjádřit stále jemnější citové odstíny, tak i vyvolat mohutný dojem při plném nasazení všech nástrojů.[zdroj?]
Mezi české skladatele hudebního romantismu patří především Bedřich Smetana, autor mj. cyklu symfonických básní Má vlast, a dále Antonín Dvořák, který složil symfonické básně Polednice, Vodník, Zlatý kolovrat a Holoubek na motivy Erbenových balad.[zdroj?]

### Architektura romantismu
Je zásadně ovlivněna nostalgickým zaměřením tohoto období na minulost. Architekti se při svém dílu inspirovali stavbami jiných historických epoch nebo jiných kultur. Romantická architektura jako svébytný styl prakticky neexistuje, konkrétní podoba je pak dána slohem, ze kterého stavba vychází. Nejčastějším slohem, který býval nejdříve a nejvíce napodobován, byla gotika, takovéto stavby či stavební úpravy označujeme jako novogotické.[zdroj?]
Ve městech se projevuje hlavně vznikem veřejných sadů – parků, kterým se také říká anglické. Tyto parky se snaží budit dojem volné přírody a byly do nich instalovány restaurace, letohrádky, altány a umělé zříceniny. Dále se romantismus projevil ve funerální architektuře, kdy se v 18. a zejména v 19. století stalo prestižní záležitostí vlastnictví kaplových hrobek stavěných v romantizujícím neogotickém slohu.[zdroj?]

### Romantismus v módě

#### Ženská móda
Ženy nosily rozevláté sukně ve tvaru kužele. Pod sukněmi bývalo mnoho spodniček. Šaty se vyznačovaly úzkým pasem se sepnutým korzetem. Aby byl pas ještě hubenější, tak byl oděv v ramenou více rozšířený. Často nosily velké klobouky zdobené umělým ovocem nebo květinami. Vlasy byly často složité a sepnuté. Na plesy nosily hedvábné dlouhé rukavičky, šály a vějíře.[zdroj?]

#### Mužská móda
Muži nosili frakový kabát, který měl pestré a syté barvy. Pod kabátem mívali kostkované vesty. Kalhoty byly dlouhé a především jiné barvy než kabát. V zimě si oblékali dlouhé pláště s několika límci. Těmto kabátům se říkalo carriky. Ke kabátu nosili špacírku (hůlku) s cylindrem na hlavě. Jejich mužnost podtrhoval knír a postranní licousy.[zdroj?]

## Romantismus v jednotlivých zemích
Zatímco osvícenství bylo univerzálním celoevropským hnutím, romantismus získal v každé zemi své specifické naplnění a podobu. Směr vycházející z minulosti v každém prostředí využil dějiny konkrétního státu, kde se rozvíjel. V německém prostředí apeloval na měšťanskou humanistickou kulturu, v Anglii na křížové výpravy a v Rusku na nedávné napoleonské války. Romantičtí tvůrci zobrazovali bájné hrdiny (v českém umění např. Přemysl Oráč a kněžna Libuše, v německém Parsifal, v anglickém král Artuš). Právě rozdílnost jednotlivých směrů posilovala jiný ideologický směr, který se v té době rozvíjel – národní cítění – podporovaný i na teoretické rovině, např. v díle německého filozofa Johanna Gottfrieda von Herdera, což rozhodující měrou přispělo k národnímu probuzení Slovanů.[zdroj?]

### Anglický romantismus
Důvodem vzniku romantismu právě v Anglii byla drsnost, nezkrotnost a tajemnost tamní přírody, legendy i kontakty s orientem. Vzorem byla anglickým romantikům gotika (pro svoje tajemství, rytířství a ideály), kde podle nich byly lepší mezilidské vztahy, což zpracovávali v románech, podle kterých je toto období nazváno. Nejvýznamnějším představitelem anglické romantické literatury byl George Gordon Byron.[zdroj?]

### Německý romantismus
- Friedrich Schlegel
- Novalis
- Heinrich Heine

### Ruský romantismus
Nejvýznamnějším představitelem byl Alexandr Sergejevič Puškin. Jeho dílo Evžen Oněgin nabylo celosvětového významu a úspěchu. Dalším významný ruský romantik byl Michail Jurjevič Lermontov.[zdroj?]

### Polský romantismus
- Adam Mickiewicz
- Juliusz Słowacki

## Nejvýznamnější osobnosti romantismu
- České
  - Karel Hynek Mácha
  - Josef Václav Frič
  - Božena Němcová
  - Karel Jaromír Erben
  - Karel Sabina
- Anglické
  - George Gordon Byron
  - James Macpherson
  - Sir Walter Scott
  - Mary Shelleyová
  - Percy Bysshe Shelley
  - William Wordsworth
  - Samuel Taylor Coleridge
  - William Blake
  - Robert Southey
  - Jezerní básníci
  - Jane Austenová
  - John Keats
  - Charlotte Brontëová
  - Emily Brontëová
  - Anne Brontëová
- Francouzské
  - Alexandre Dumas
  - Alexandre Dumas mladší
  - Hector Berlioz
  - Victor Hugo
  - François René de Chateaubriand
  - Eugène Delacroix
  - Théodore Géricault
  - Prosper Mérimée
  - George Sandová
  - Alfred de Musset
  - Stendhal
- Německé
  - E.T.A. Hoffmann
  - Novalis
  - Caspar David Friedrich
  - Felix Mendelssohn-Bartholdy
  - Franz Schubert
  - Robert Schumann
  - Bratři Grimmové
  - Richard Wagner
- Americké
  - Edgar Allan Poe
  - Walt Whitman
  - Herman Melville
  - James Fenimore Cooper
  - Nathaniel Hawthorne
- Polské
  - Fryderyk Chopin
  - Adam Mickiewicz
- Ruské
  - Vasilij Andrejevič Žukovskij
  - Alexandr Sergejevič Puškin
  - Michail Jurjevič Lermontov
  - Nikolaj Vasiljevič Gogol